# Luca Vergallito
Luca Vergallito (Milaan, 14 september 1997) is een Italiaans wielrenner die in 2024 prof werd bij Alpecin-Deceuninck.

## Carrière
In oktober 2022 verdiende Vergallito een contract bij Alpecin-Deceuninck, nadat hij de Zwift Academy had gewonnen. Hij sloot in 2023 aan bij het opleidingsteam van de ploeg. In juni won hij een (berg)etappe en het eindklassement in de Ronde van Opper-Oostenrijk. Drie maanden later won hij wederom een bergetappe, ditmaal in de Ronde van Friuli-Venezia Giulia. In het eindklassement werd hij tiende. Het bergklassement schreef hij, met een voorsprong van dertien punten op naaste achtervolger Edward Ravasi, wel op zijn naam.
In 2024 maakte Vergallito de overstap naar de hoofdmacht van Alpecin-Deceuninck. In januari maakte hij zijn debuut in de World Tour, dankzij zijn deelname aan de Tour Down Under. In de slotrit, met finish op Mount Lofty, reed Vergallito naar de vijftiende plek. Dit leverde hem de zeventiende plek in het eindklassement op.

## Overwinningen
2023
3e etappe Ronde van Opper-Oostenrijk
Eindklassement Ronde van Opper-Oostenrijk
3e etappe Ronde van Friuli-Venezia Giulia
Bergklassement Ronde van Friuli-Venezia Giulia

### Resultaten in voornaamste wedstrijden
| Jaar | Ronde van Italië | Ronde van Frankrijk | Ronde van Spanje |
| ---- | ---------------- | ------------------- | ---------------- |
| 2024 |                  |                     | 105e             |

| Jaar | Luik-Bast.‑Luik | Ronde van Lombardije | Waalse Pijl |
| ---- | --------------- | -------------------- | ----------- |
| 2024 | 111e            | 68e                  | 44e         |

### Resultaten in kleinere rondes
| Jaar | Tour Down Under | Parijs-Nice | Ronde van het Baskenland | Ronde van Romandië | Ronde van Noorwegen | Critérium du Dauphiné |
| ---- | --------------- | ----------- | ------------------------ | ------------------ | ------------------- | --------------------- |
| 2024 | 17e             | 36e         | 28e                      | 26e                | 12e                 | 67e                   |
| 2025 |                 | 22e         |                          |                    |                     |                       |

## Ploegen
- 2023 –  Alpecin-Deceuninck Development Team
- 2024 –  Alpecin-Deceuninck
- 2025 –  Alpecin-Deceuninck

Ballerstedt · Bayer · Boven · Conci · Dillier · Gaze · Ghys · Gogl · Groves · Hermans · Hollmann · Janssens · Kielich · Kragh Andersen · Laurance · Leysen · Meurisse · Osborne · Philipsen · Planckaert · Plowright · Rickaert · Riesebeek · Sinkeldam · Uhlig · Van Den Bossche · van der Poel  · Van Tricht · Vergallito · Vermeersch
Bayer · Boven · Debruyne · Dehairs · Del Grosso · Dillier · Gaze · Ghys · Glivar · Gogl · Groves · Hermans · Hollmann · Janssens · Kielich · Meurisse · Philipsen · Planckaert · Plowright · Price-Pejtersen · Rickaert · Riesebeek · Uhlig · Van Den Bossche · van der Poel · Van Tricht · Vergallito · Vermeersch